# Aberdeen (Maryland)
Aberdeen és una població dels Estats Units a l'estat de Maryland. Segons el cens del 2000 tenia 13.842 habitants.

## Demografia
Segons el cens del 2000, Aberdeen tenia 13.842 habitants, 5.475 habitatges, i 3.712 famílies. La densitat de població era de 836,4 habitants per km².
Dels 5.475 habitatges en un 32,4% hi vivien nens de menys de 18 anys, en un 44,8% hi vivien parelles casades, en un 17,2% dones solteres, i en un 32,2% no eren unitats familiars. En el 26,8% dels habitatges hi vivien persones soles el 10,7% de les quals corresponia a persones de 65 anys o més que vivien soles. El nombre mitjà de persones vivint en cada habitatge era de 2,51 i el nombre mitjà de persones que vivien en cada família era de 3,02.
Per edats la població es repartia de la següent manera: un 26,4% tenia menys de 18 anys, un 8,7% entre 18 i 24, un 28,6% entre 25 i 44, un 23,7% de 45 a 60 i un 12,7% 65 anys o més.
L'edat mediana era de 37 anys. Per cada 100 dones de 18 o més anys hi havia 85,8 homes.
La renda mediana per habitatge era de 39.190$ i la renda mediana per família de 48.357$. Els homes tenien una renda mediana de 32.783$ mentre que les dones 26.025$. La renda per capita de la població era de 18.940$. Entorn del 9% de les famílies i l'11,9% de la població estaven per davall del llindar de pobresa.

## Poblacions més properes
El següent diagrama mostra les poblacions més properes.